# Guillermo Brown
Pour les articles homonymes, voir William Brown, Almirante Brown et Brown.

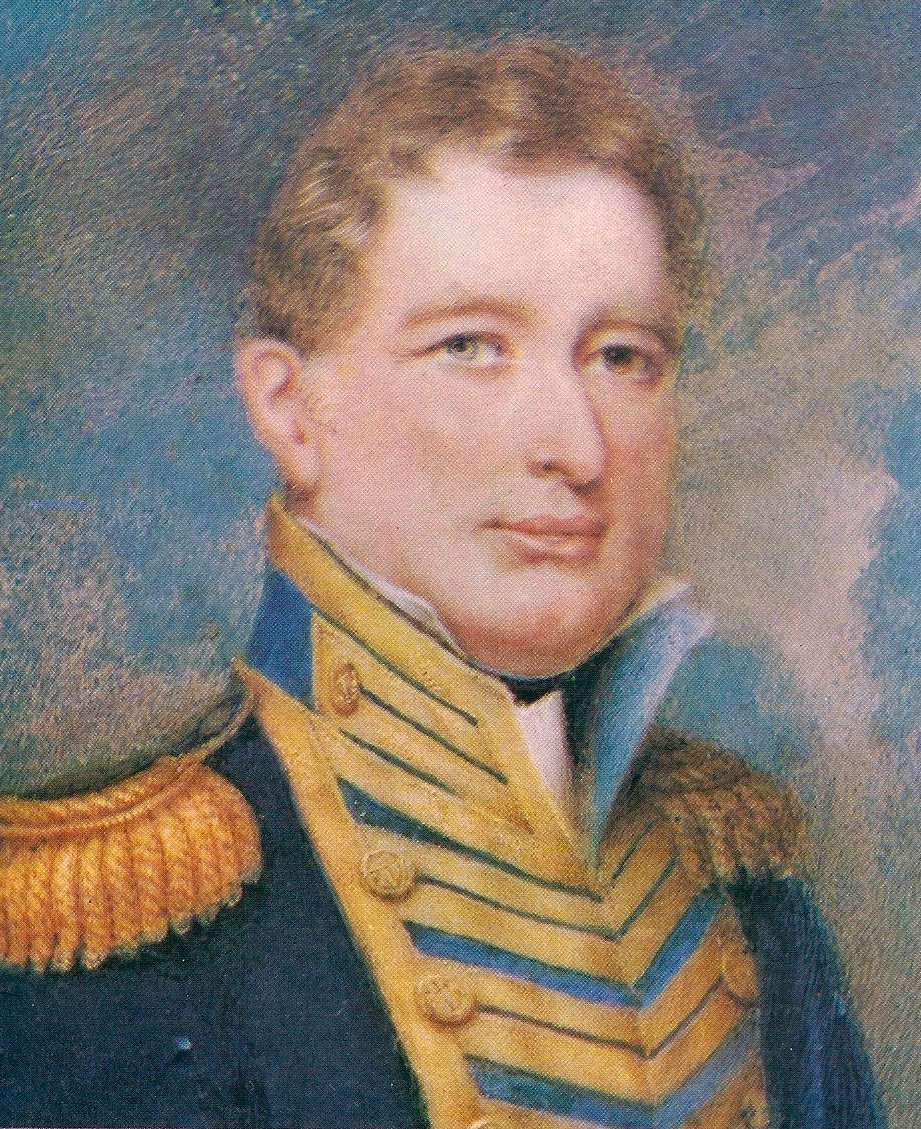
Amiral Brown (miniature par Henry Hervè, 1825).

William Brown connu aussi sous le nom de Guillermo Brown ou Almirante Brown est né à Foxford dans le Comté de Mayo en Irlande le 22 juin 1777 et mort à Buenos Aires en Argentine en 1857. Il est considéré comme le père de la marine argentine.

## Biographie
La famille Brown émigra vers Philadelphie aux États-Unis vers 1786. William Brown se lança dans une carrière de marin gravissant petit à petit les échelons de la marine marchande jusqu’à devenir capitaine d’un navire. Après dix ans de navigation il fut engagé de force sur un bateau britannique et obligé de servir la couronne britannique.
Pendant les guerres napoléoniennes, le navire de Brown fut arraisonné par un bateau français. Il est arrêté conduit à Lorient puis incarcéré à Metz. Il s'en évade déguisé en officier français. Arrêté une nouvelle fois, il est enfermé dans la forteresse de Verdun. Il s'évade en 1809 et parvient à gagner l’Allemagne.
De retour au Royaume-Uni il arrête sa carrière militaire et se marie le 29 juillet 1809 avec Elisabeth Chitty, née en 1787 dans le Kent et morte à Buenos Aires le 26 juillet 1869. Le mariage durera toute leur vie et ils ont eu une nombreuse descendance qui se continue dans le XXIe siècle. Peu après, Brown quitte le Royaume-Uni pour le Río de la Plata et s’installe comme marchand à Montevideo en Uruguay. William Brown devient copropriétaire d’un bateau dénommé Elisa et fait du commerce entre Montevideo et Buenos Aires. Après un voyage par terre au Chili et avoir accumulé suffisamment de capital pour se mettre à son compte, il achète un schooner nommé Industria avec lequel il ouvre une ligne régulière entre Buenos Aires et la Bande orientale, la première de ce type en Amérique du Sud. Son entreprise est interrompue parce qu'à la suite de la révolution de Mai 1810 qui donne aux Provinces-Unies du Río de la Plata son indépendance de fait, la marine espagnole, basée à Montevideo, fait un blocus sur Buenos Aires.

## Guerre de l’indépendance
Pendant la guerre contre l’Espagne pour l’indépendance des Provinces-Unies du Río de la Plata les Espagnols détruisent le navire de Brown. Les Espagnols organisent un blocus maritime du pays. En réaction l’État argentin décide de monter une flotte de navires de guerre pour protéger ses côtes et adoube Brown en Commandant en chef de cette flotte.
Brown décide d’attaquer la flotte espagnole avec la totalité des navires (sept bateaux sous-équipés). Le 8 mars 1814 se lance dans une furieuse bataille navale. La bataille a lieu au large de Martín García une île fortifiée située à une trentaine de kilomètres au large de Buenos Aires et qui commande l’entrée des fleuves Uruguay et Parana et qui est connu pour être le Gibraltar de la Plata.
Brown échoua à s’emparer de cette position stratégique. Son vaisseau amiral fut très gravement touché. Mais une attaque des troupes argentines permit de s’emparer de l’île le 14 mars 1814. C'est durant ces combats que la mort héroïque de Samuel Spiro intervint. La flotte espagnole alla se réfugier dans le port de Montevideo. Cette ville était assiégée par terre presque quatre années déjà et résistait seule par l'approvisionnement par les eaux. Brown voit que seule une action navale peut forcer la reddition des Espagnols et finalement il obtient -bien qu'avec réticence- l'autorisation du tout neuf Directeur suprême des Provinces-Unies, Gervasio Antonio de Posadas. Cette fois ci c’est donc Brown qui fait le siège du port et empêche les Espagnols de bouger. Montevideo souffrit rapidement de la famine. Le 16 mai une nouvelle bataille s’engagea (bataille du port del Buceo). Brown réussit à capturer trois vaisseaux espagnols. À la suite de ces évènements la ville de Montevidéo tombe dans les mains des patriotes, le 23 juin 1814 et le Rio de la Plata est ainsi débarrassé du contrôle des Espagnols.
Selon San Martín, cette victoire de Brown sur les eaux était "la chose la plus importante faite pour la révolution américaine jusqu’au moment”.
Brown est célébré comme le héros de ces batailles et est nommé commandant en chef de la marine argentine. Son navire amiral, l’Hercules, lui est offert en remerciements de ses services.

## Guerre de la Bande Orientale contre le Brésil
Guillermo Brown ne resta pas longtemps inactif. La bande orientale du Río de la Plata, qui avait été la pomme de discorde entre l’Espagne et le Portugal pendant de très nombreuses années, joue alors le même rôle entre les Provinces Unies du Rio de la Plata et l'empire du Brésil. La Bande orientale (aujourd'hui l'Uruguay) envahie par le Brésil, la guerre de Cisplatine éclate entre l'Argentine et le Brésil le 14 décembre 1825 . L’Argentine, sous la direction de Brown, improvisa une nouvelle flotte de guerre. Le 11 juin 1826 la bataille décisive de Los Pozos se déroula au large de Buenos Aires. Les Argentins forts de 11 bateaux vainquirent la flotte brésilienne de 31 navires. Lors de la bataille de Juncal le 9 février 1827, Brown détruisit entièrement avec ses huit bateaux la flotte brésilienne forte elle de 18 navires et fit prisonnier son commandant.
Brown signa la paix au nom de l’Argentine le 4 octobre 1827 avec le traité de Montevideo.

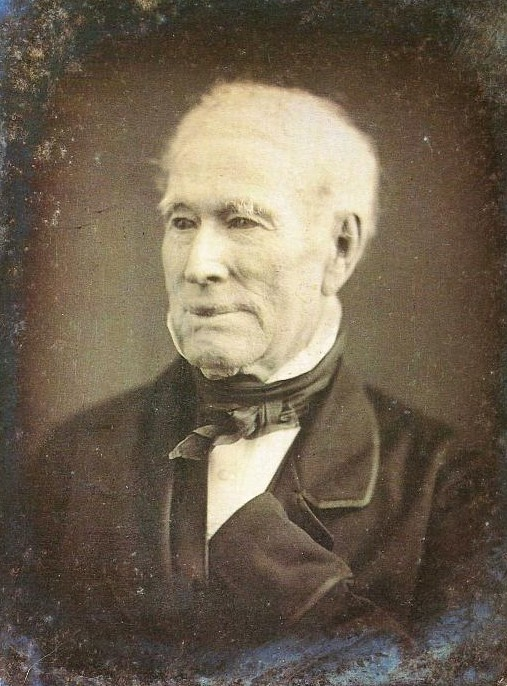
Dernier Daguerréotype de l'amiral Guillermo Brown

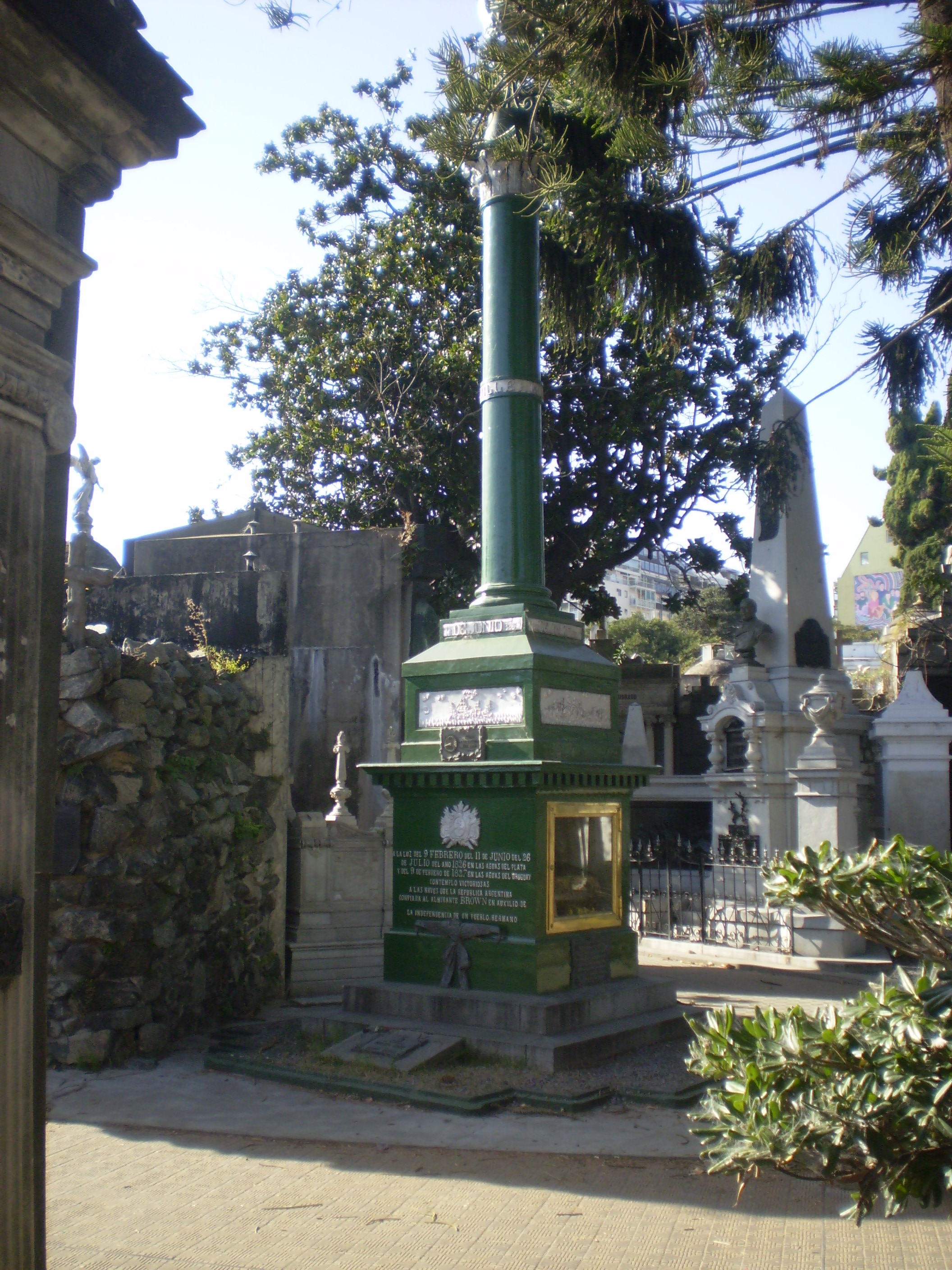
Monument qui abrite les cendres de l'Amiral

En 1847 l'amiral Brown visite son village natal de Foxford accompagné de sa fille. Il meurt dix ans plus tard, le 3 mars 1857. Il est enterré au cimetière de La Recoleta à Buenos Aires.

## Sources et bibliographie
- Guillermo Brown - auteur Guillermo Andrés Oyarzábal - Librería-Editorial HISTORICA, Emilio J. Perrot - Colección Historica - 2006 Buenos Aires  (ISBN 987-1206-24-0)  (ISBN 978-987-1206-24-7)
- Historia de Brown (deux volumes)- auteur Héctor E. Ratto - Librería y Editorial "La Facultad - Buenos Aires, 1939.
- Ensayo de Historia naval argentina - Teodoro Caillet-Bois - Buenos Aires, 1929.
- El pueblo natal de Brown. Su ambiente. Infancia del Prócer, article par le capitaine de frégate Pablo Caillet-Bois, publié d'abord dans le  Boletín del Centro Naval (République Argentine) no 510, janvier-mars 1935, et puis dans le même bulletin no 712, juillet-septembre 1977 à l'occasion du bicentenaire de l'Amiral.
- Glorias, abnegaciones y contrastes en la vida del Almirante Brown, article par le capitaine de frégate Héctor R. Ratto, publié d'abord dans le  Boletín del Centro Naval (République Argentine) no 525, juillet-août 1937, et puis dans le même bulletin no 712, juillet-septembre 1977 à l'occasion du bicentenaire de l'Amiral.
- El Almirante Guillermo Brown en nuestra historia article par le Dr Benjamín Villegas Basavilbaso, publié d'abord dans le  Boletín del Centro Naval (République Argentine) no 394, novembre-janvier 1916-1917, et puis dans le même bulletin no 712, juillet-septembre 1977 à l'occasion du bicentenaire de l'Amiral.
- Una estatua para el “Tritón del Plata”. El mito browniano y la construcción de la identidad nacional argentina- auteur Diego Téllez Alarcia - Ayuntamiento de Cádiz -. VIII Premio Iberoamericano de Ciencias Sociales “Cortes de Cádiz” - Cádiz - 2010.